# محسن عادلی
محسن عادلی (متولد ۱۳۵۱) شیمی‌دان ایرانی و استاد ممتاز شیمی در دانشگاه لرستان است.
او همچنین استاد مهمان دانشگاه آزاد برلین است.

## زندگی
عادلی پس از یک دوره فلوشیپ تحقیقاتی در گروه شیمی دانشگاه دورتموند زیر نظر راینر هاگ در سال ۲۰۰۵، فعالیت علمی مستقل خود را در زمینه علوم پلیمر، شیمی آلی و نانوپزشکی در گروه شیمی دانشگاه لرستان آغاز کرد. سپس در سال ۲۰۰۷ به عنوان پژوهشگر فوق دکتری به مؤسسه علوم و نانو فناوری دانشگاه صنعتی شریف منتقل شد. در این بورسیه، تحقیقات وی بر روی عاملی‌سازی نانومواد مبتنی بر کربن و نقاط کوانتومی با پلیمریزاسیون حلقه‌باز متمرکز بود. وی در سال‌های ۱۳۸۷ و ۱۳۹۲ در گروه شیمی دانشگاه صنعتی شریف  مشغول بود و به مرتبه استادی کامل در رشته شیمی پلیمر ارتقا یافت. از سال ۲۰۱۴، او در دانشگاه آزاد برلین به عنوان استاد مهمان برای تدریس در «برنامه کارشناسی ارشد علوم پلیمر» و رهبری پروژه‌های مشترک در مورد پلیمرهای دو بعدی کاربردی و تعاملات چندظرفیتی آنها در رابط‌های زیستی کار می‌کند. تحقیقات او شامل ده‌ها مقاله در مجلات علمی بین‌المللی است که زمینه‌های پژوهشی میان‌رشته‌ای از جمله سنتز معماری‌های جدید مبتنی بر پلیمر و کاربردهای آنها در نانوپزشکی را پوشش می‌دهند.